# MacLaren's Pub
MacLaren's Pub (ou Bar do MacLaren) é um bar fictício localizado em Nova York e um dos principais cenários da série de televisão americana, How I Met Your Mother, onde os personagens Ted Mosby, Robin Scherbatsky, Barney Stinson, Lily Aldrin, e Marshall Eriksen costumam se encontrar.
A escolha do local deve-se ao fato do apartamento em que Ted, Marshall e Lily moravam ser exatamente acima do bar. Também é o lugar onde estes conheceram os outros amigos do grupo: Barney e, posteriormente, Robin.

## Curiosidades
- MacLaren's Pub é baseado num bar real de Nova York chamado McGee's.
- Existem produtos baseados no bar a venda pelo site da loja do canal CBS, o mesmo que transmite a série nos Estados Unidos.
- No episódio "Moving Day", Barney afirma que o bar fica a 23 minutos, usando táxi como transporte, do seu apartamento, sendo motivo para alguns de seus encontros falharem.
- No episódio "Showdown", Ted conta a seus filhos que existiam 11 tipos de aperitivos no cardápio do MacLaren's que eram frituras, e que Lily pediu todos na mesma noite para engordar e caber em seu vestido de casamento.
- Ted e Barney trabalham temporariamente como barman no MacLaren's, contrariando o combinado com o dono do local, pois tiveram a chance de cuidar do bar e ambos gostariam de ter um, como visto no episódio "Three Days Of Snow".
- Ted conheceu Barney no banheiro do MacLaren's, este sentou-se na mesa onde o grupo de Ted estava, conhecendo então Marshall e Lily.